# The Dictator (film, 2012)
Pour les articles homonymes, voir The Dictator et Le Dictateur.
Pour plus de détails, voir Fiche technique et Distribution.
The Dictator ou Le Dictateur (au Québec) est une comédie parodique américaine réalisée par Larry Charles, sortie en 2012. Elle narre les aventures de l'amiral-général Shabazz Aladeen (Sacha Baron Cohen), « Leader suprême triomphant » et « Oppresseur bien-aimé » de Wadiya, pays fictif d'Afrique de l'Est. 
Sacha Baron Cohen a annoncé au moment du lancement du film qu'il s'était inspiré de Zabiba et le Roi, un roman écrit par Saddam Hussein, ce qui serait en réalité un canular.

## Synopsis
Ayant succédé à son père (dictateur lui aussi) à la tête de la République de Wadiya alors qu'il venait de fêter ses sept ans, au détriment de son oncle Tamir (Ben Kingsley) qui espérait accéder au pouvoir, l'amiral-général Aladeen règne en maître sur ce petit État pétrolier situé dans la corne de l'Afrique (une carte apparaissant à l'écran le localise à la hauteur de l'Érythrée). Fantasque et autoritaire, misogyne, anti-occidental et antisémite, il se fait appeler « Guide suprême », « Leader triomphant » ou « Oppresseur bien-aimé ». En permanence entouré par une garde féminine rappelant la garde amazonienne de Mouammar Kadhafi, il collectionne les aventures, féminines ou masculines, contre rémunération en pierres précieuses ou montres de marque. Sa mégalomanie n'a pas de limite et, à l'instar du dictateur turkmène Saparmyrat Nyýazow, il va jusqu'à changer les mots du dictionnaire wadiyen : « Aladeen » devient synonyme de nombreuses choses, ce qui ne va pas sans causer quelques incompréhensions parmi son peuple. 
Le dictateur, qui développe un programme d'armes de destruction massive « pacifique » (ce qui ne manque pas de le faire ouvertement rire dans ses discours), se voit sommé par les Nations unies de s'expliquer, faute de quoi une intervention militaire serait mise en œuvre. Conscient des risques qui planent sur son pouvoir autocratique, il se résout à voyager jusqu'aux États-Unis, afin d'intervenir au Conseil de Sécurité de l'ONU. Arrivé sur place, il remonte la cinquième avenue à dos de chameau et en costume d'apparat sous les huées des opposants. Il prend ses quartiers dans un hôtel de luxe, dans une suite réaménagée à sa gloire. C'est à ce moment que son oncle Tamir, qui n'a toujours pas « digéré » d'avoir vu échapper le pouvoir, met en application un plan visant à faire assassiner le « Bien aimé Guide » par un tueur à gages, Clayton (John C. Reilly), et à remplacer le dictateur par un sosie, un éleveur de chèvres un peu simplet. Il espère ainsi pouvoir le contrôler et instaurer une démocratie de façade, lui permettant de faire main basse sur le pétrole wadiyen (jusqu'alors sous monopole d'État), concédé à des compagnies privées américaines, chinoises, russes ou britanniques, et de s'enrichir considérablement. Le dictateur, enlevé par Clayton, est menacé d'être torturé par ce dernier, mais se voit moqué par sa victime, qui juge les instruments de torture « dépassés ». Le tueur rase la barbe du « Guide », désormais méconnaissable, et par un malheureux concours de circonstances, se met le feu en cherchant à la brûler. Aladeen, désormais libre, n'a de cesse d'empêcher le complot ourdi par son oncle. Il fait la connaissance d'une jeune militante féministe, écologiste, altermondialiste (etc.), Zoé (Anna Faris), qui, le prenant pour un militant anti-Aladeen, lui offre de travailler avec elle dans une épicerie alternative, employant essentiellement des réfugiés politiques. 
Dans un premier temps, il décline l'offre et s'aventure dans la « Petite Wadiya », localisée près de la station de métro de Marcy Avenue. Il découvre que ce quartier est peuplé exclusivement d'opposants, nombre d'entre eux étant des personnes qu'il pensait avoir fait exécuter. L'explication est qu'un des membres de son entourage, chargé de cette besogne, est en fait un dissident qui, chaque fois, faisait émigrer les personnes qu'il aurait dû assassiner. Dans un restaurant, sur le point d'être reconnu, il est sauvé d'un probable lynchage par Nadal (Jason Mantzoukas), l'ancien chef du programme nucléaire wadiyen. Contre la promesse de retrouver son poste, il propose à Aladeen de l'aider à faire échouer le coup d'État déguisé de son oncle. Ce dernier apprend que l'épicerie de Zoé est chargée de préparer le buffet à l'hôtel où loge le pseudo-dictateur ; il accepte donc de rejoindre l'équipe de l'épicerie afin de pouvoir infiltrer l'hôtel. Une fois engagé, il tente de faire des avances à Zoé, mais celle-ci préfère lui enseigner comment se masturber. C'est pour lui une révélation. 
Agacé par le comportement de certains clients, il peine à réfréner ses habitudes de tyran et sait se faire respecter. Le laisser-aller de l'épicerie risquant de contrecarrer ses plans, il reprend en main son organisation, laissant libre cours à son autoritarisme, se faisant même appeler « Épicier suprême » et organisant un embryon de culte de la personnalité autour de Zoé, dont un gigantesque portrait est placé bien en vue. Il se rapproche de plus en plus de cette dernière, pour laquelle il commence à avoir des sentiments. Cependant, il finit par lui dévoiler sa véritable identité, et la romance tourne court. Rejoignant Nadal, il se rend dans un centre funéraire pour couper la barbe d'un baron de la drogue récemment décédé (à qui Nadal coupe finalement la tête en toute précipitation, étant à deux doigts d'être surpris par les proches du défunt). Affublé de cette barbe postiche, il accède à l'hôtel du pseudo-dictateur à qui il enjoint de s'esquiver, et prend sa place à la tribune de l'ONU. 
Au lieu de signer la constitution « démocratique » rédigée par son oncle Tamir, il la déchire et se lance dans un plaidoyer en faveur de la dictature, qui renvoie finalement à de nombreux aspects de la démocratie américaine. Voyant dans le public la mine triste de Zoé, il se ravise pourtant et s'engage à mettre en place des élections en Wadiya. Il demande la main de Zoé, sans savoir qu'elle est juive. Ayant remporté les élections (aidé en cela par son armée), devenu « Président-Premier ministre », il engage la Wadiya dans une nouvelle ère.

## Fiche technique

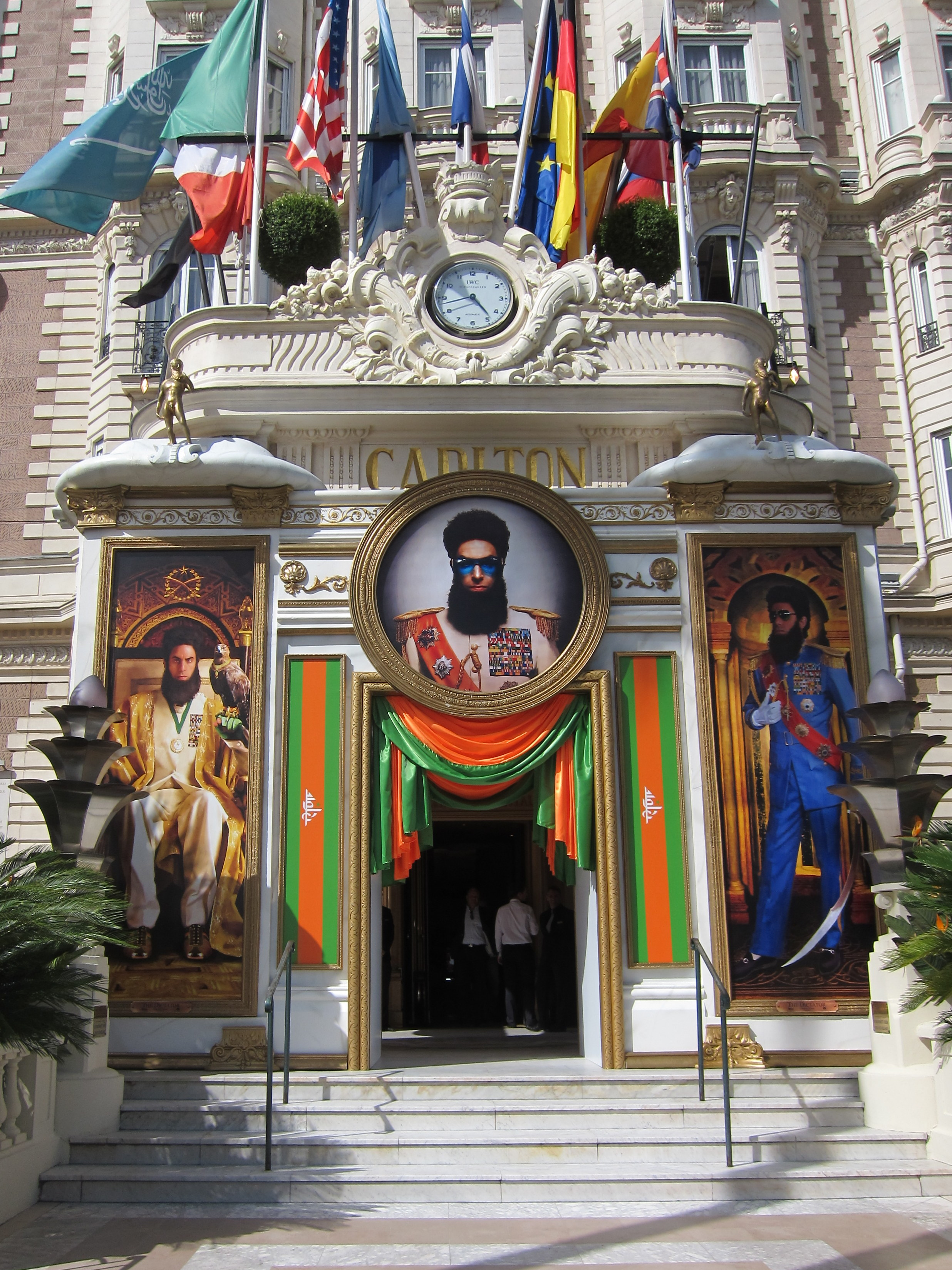

- Titre original et français : The Dictator
- Titre québécois : Le Dictateur
- Réalisation : Larry Charles
- Scénario : Sacha Baron Cohen, Alec Berg, David Mandel et Jeff Schaffer
- Direction artistique : Victor Kempster
- Décors :
- Costumes : Jeffrey Kurland
- Photographie : Lawrence Sher
- Son :
- Montage : Greg Hayden et Eric Kissack
- Musique : Erran Baron Cohen (en)
- Production : Sacha Baron Cohen, Alec Berg, David Mandel et Jeff Schaffer
- Sociétés de production : Four by Two Films
- Sociétés de distribution : Paramount Pictures
- Budget : 65 000 000 [2]
- Pays de production :  États-Unis
- Langue originale : anglais
- Format : couleur
- Genre : comédie, parodie
- Durée : 83 minutes
- Dates de sortie : 
  - États-Unis, Canada : 11 mai 2012
  - Belgique : 16 mai 2012
  - France : 20 juin 2012

## Distribution

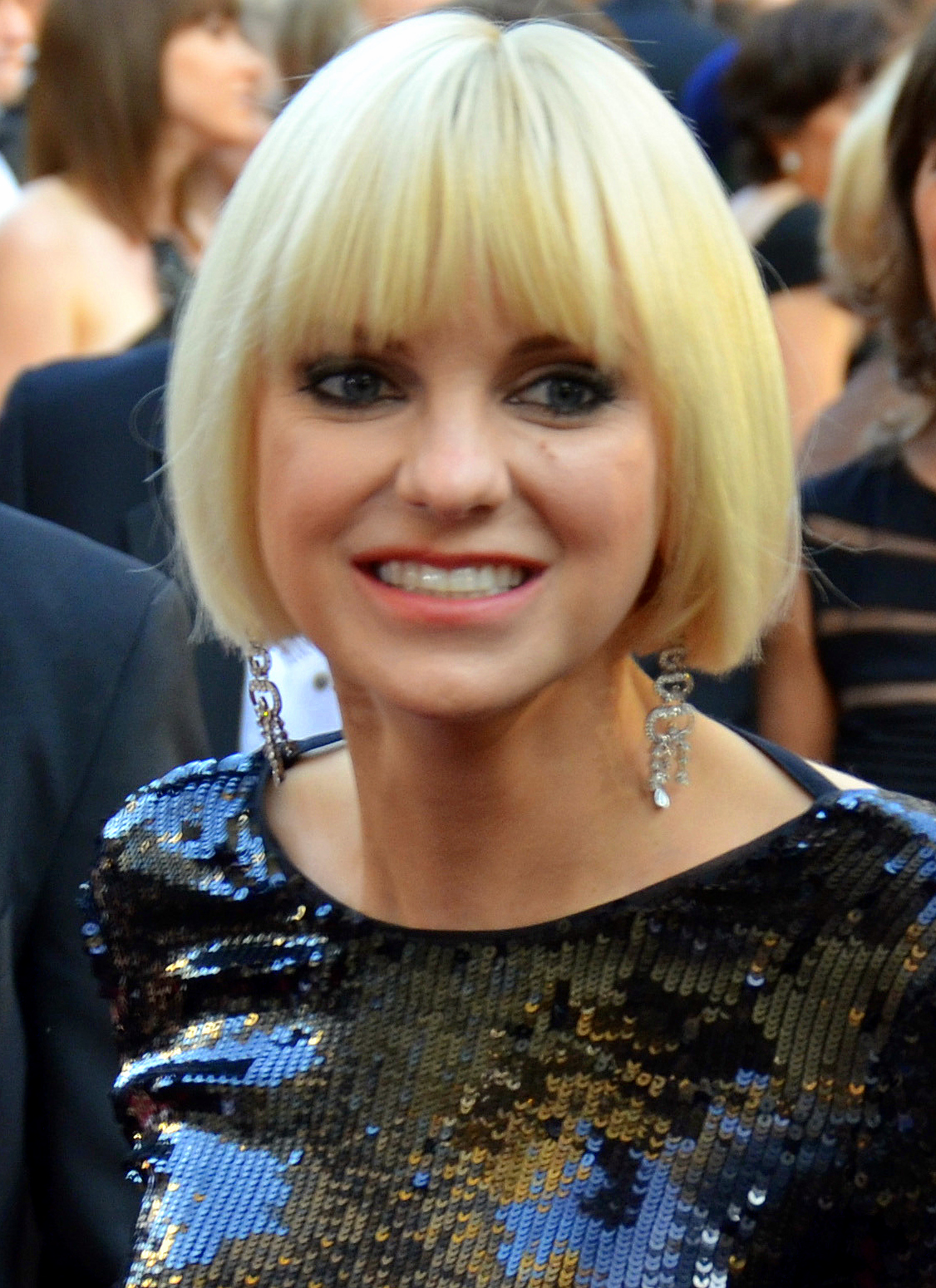
L'actrice principale Anna Faris, en février 2012.

- Sacha Baron Cohen (V. F. : Emmanuel Curtil) : Amiral Général Aladeen / Alison Burgers et son imposteur Efawadh
- Anna Faris (V. F. : Élisabeth Ventura) : Zoey
- Ben Kingsley (V. F. : Omar Yami) : oncle Tamir
- Jason Mantzoukas (V. F. : Mustapha Abourachid) : Nadal
- John C. Reilly (V. F. : Bruno Abraham-Kremer) : Clayton
- Bobby Lee (V. F. : William Coryn) : Mr Lao
- Sondra James (en) (V. F. : Colette Marie) : Blanche
- Megan Fox (V. F. : Caroline Anglade) : elle-même
- Edward Norton : lui-même (non crédité)[3]
- Barack Obama (V. F. : Frantz Confiac) : lui-même (images d'archives)[3]
- Kevin Corrigan : Slade, le vendeur kleptomane de Green Earth
- Fred Armisen : serveur
- Fred Melamed : chef scientifique
- Gad Elmaleh (V. F. : lui-même) : un manifestant opprimé en Wadiya
- Kathryn Hahn (V. F. : Valérie Siclay) : la femme enceinte
- Susan Sykes alias Busty Heart (en) : Etra

Source et légende : Version française (V. F.) sur AlloDoublage

## Production

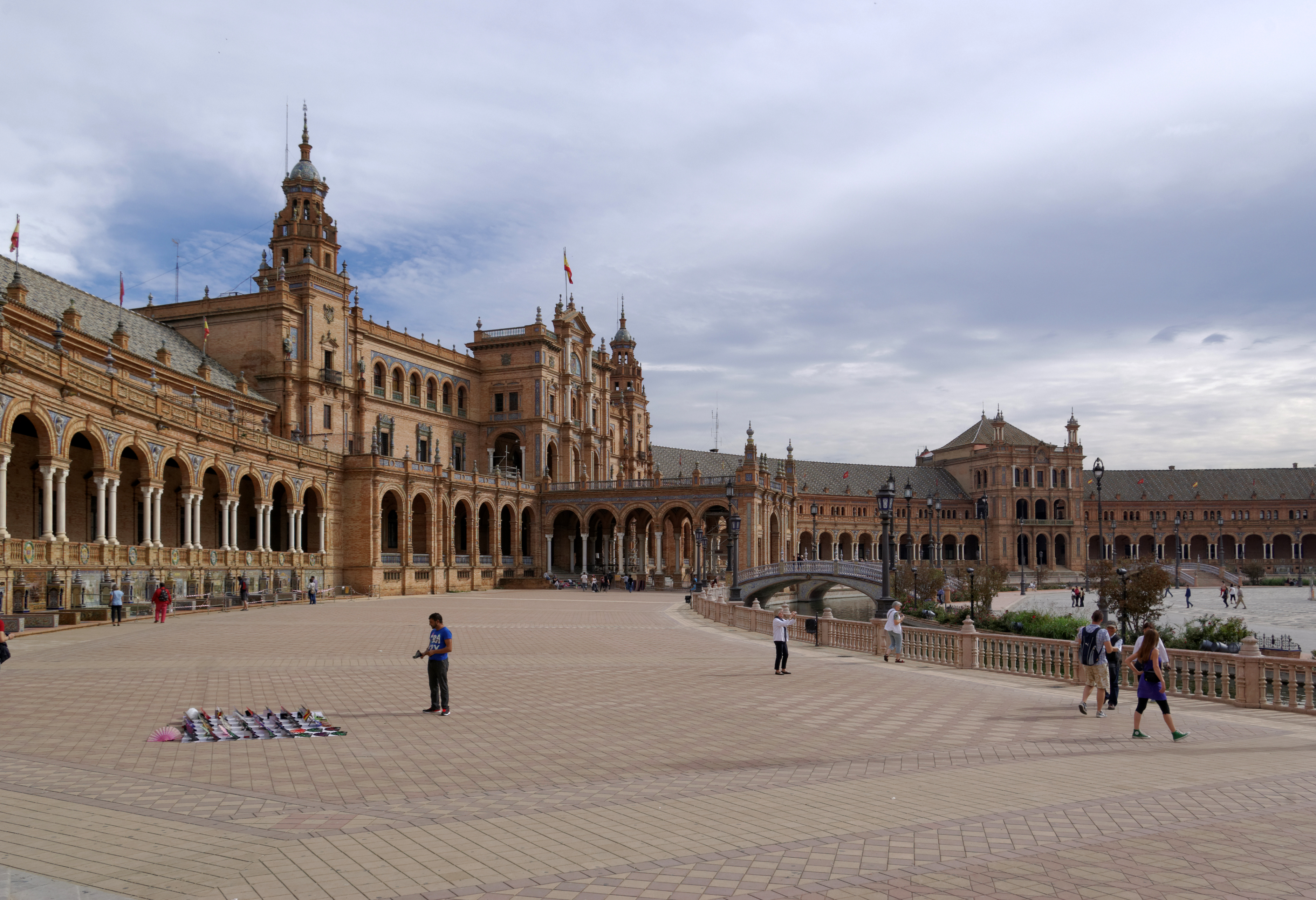
La Plaza de España à Séville.

Paramount Pictures a annoncé que le film est l'histoire d'un dictateur nord-africain qui a risqué toute sa vie pour empêcher la démocratie d'entrer dans son pays. Elle a aussi déclaré qu'il est inspiré du roman Zabiba et le Roi du dictateur irakien Saddam Hussein, The New York Times a révélé plus tard qu'il s'agit d'un canular.
L'équipe de production a envisagé de tourner le film au Maroc. Plusieurs scènes du film ont été tournées en Espagne, sur la Plaza de España à Séville et dans l'île de Fuerteventura et à New York entre juin et août 2011.
Baron Cohen a déclaré que les États-Unis lui ont refusé de filmer des scènes au quartier général des Nations-Unies. Le film est dédié à la mémoire de Kim Jong-il.

## Autour du film
Au tout début du film, une carte localisant la Wadiya est visible : cet État se trouve en lieu et place de l'Érythrée.

## Marketing et campagne publicitaire
France, 2 mai 2012, communiqué écrit de l'amiral général Aladeen, leader suprême triomphant, oppresseur-bien aimé et chef-ophtalmologiste du peuple de Wadiya, déclare J'ai moi-même contribué cette année à sa campagne (de Monsieur Sarkozy) à hauteur de 50 millions de dollars.,
France, 6 mai 2012, sur le compte twitter officiel de la RepublicWadiya est publié le tweet Congrats Hollande for ousting Sarkozy. If you want to now guillotine him, I still have one that works (Traduction : Félicitations à Hollande pour avoir évincé Sarkozy. Si vous voulez maintenant le guillotiner, j'en ai encore une qui marche). Puis paraissait un communiqué vidéo dans lequel le Général Aladeen félicite le nouveau président français.

## Musique
La musique du film est composée par Erran Baron Cohen (en). The Dictator - Music from the Motion Picture est sortie le 8 mai 2012 sur Aladeen Records.
| 1.    | The Next Episode                             | Aiwa, Mr Tibbz & Admiral General Aladeen | 2:43 |
| 2.    | Ila Nzour Nebra                              | Jalal Hamdaoui & Driver                  | 3:22 |
| 3.    | Habibi                                       | Ali Hassan Kuban                         | 4:21 |
| 4.    | Everybody Hurts                              | Mc Rai                                   | 5:28 |
| 5.    | Wahrane Wahrane                              | Cheb Khaled                              | 4:43 |
| 6.    | 9 to 5                                       | Michelle J. Nasser                       | 2:41 |
| 7.    | Goulou L'Mama                                | Jalal Hamdaoui & Cheb Rayan              | 4:01 |
| 8.    | The Song of Admiral General Sargeant Aladeen | Erran Baron Cohen (en) feat. Omar Fadel  | 2:56 |
| 9.    | Let's Get It On                              | Mohamed Amer                             | 1:57 |
| 10.   | Raoui                                        | Souad Massi                              | 3:47 |
| 11.   | Money's On the Dresser                       | Erran Baron Cohen feat. Jules Brookes    | 2:45 |
| 12.   | Our Beloved Leader                           | The Aladeenies                           | 2:01 |
| 40:45 |                                              |                                          |      |

## Box-office
Lors de son premier jour d'exploitation, The Dictator est entré en deuxième place et rapporte $4 175 274 aux États-Unis. Il rapporte $59 650 222 sur le territoire national et $108 000 000 dans le reste du monde pour un total de $176 765 022. En France il a réalisé 840 570 entrées.

## Accueil

### Réception critique
Le film a reçu des critiques mitigées. Sur le site Rotten Tomatoes, The Dictator a eu un score de 58 % sur la base de 190 critiques recueillies. Le critique Roger Ebert lui accorde trois étoiles sur quatre.

## DVD/Blu-ray
The Dictator est sorti sur DVD et Blu-ray le 21 août 2012 et le 20 octobre 2012 en région 2.